# Anteza
Anteza est une commune rurale malgache située dans la région de Fitovinany.